# Hydrangea gracilis
Hydrangea gracilis är en hortensiaväxtart som beskrevs av Wen Tsai Wang och M.X. Nie. Hydrangea gracilis ingår i släktet hortensior, och familjen hortensiaväxter. Inga underarter finns listade i Catalogue of Life.